# Duck Out
Duck Out was een voetbalblad van Donald Duck en Sportweek, waarvan het eerste nummer verscheen op 19 januari 2007. Het blad werd vier keer per jaar uitgegeven door Sanoma Uitgevers. Het laatste nummer verscheen in november 2012.

## Onderdelen
De volgende onderdelen kwamen onder andere aan bod in Duck Out:
- Strips - Deze gingen over de figuren die ook in het weekblad Donald Duck voorkomen.
- Training - Tips om voetbaltrucs te leren.
- Vragen aan... - Een interview met een bekende voetballer of trainer.
- Puzzels - Een aantal kleine kinderpuzzels.
- Poster - In elke Duck Out stonden één of meerdere posters van voetballers of selecties.

## Miniboekjes en Specials
Er zijn er drie 'miniboekjes' van Duck Out uitgegeven bij het weekblad Donald Duck, eveneens uitgegeven door Sanoma Uitgevers. Abonnees van Donald Duck kregen deze miniboekjes gratis bijgeleverd, om kennis te maken met Duck Out. De miniboekjes waren wel veel dunner dan de originele Duck Out.
In 2010, 2011 en 2012 verscheen er 's zomers een Duck Out Special, een stripboek in albumformaat. In 2010 verscheen in een oplage van 40.000 exemplaren de WK Special 2010, gewijd aan het wereldkampioenschap voetbal 2010. Het jaar daarop was de Sport Special 2011 te koop, waarin naast strips pagina's gewijd werden aan diverse sporten, zoals hockey en wielrennen. In 2012 kwam in een oplage van 250.000 exemplaren de EK Special 2012 uit, een exclusieve uitgave van Kruidvat over het Europees kampioenschap voetbal 2012. De meeste strips in deze specials kwamen evenals verhalen in de Donald Duck Pockets uit Italië en bestonden uit 3 stroken per pagina. Dit in tegenstelling tot de verhalen van meestal 4 stroken die in de gewone Duck Outs verschenen en vaak uit Denemarken kwamen.